# Merrick (Volk)

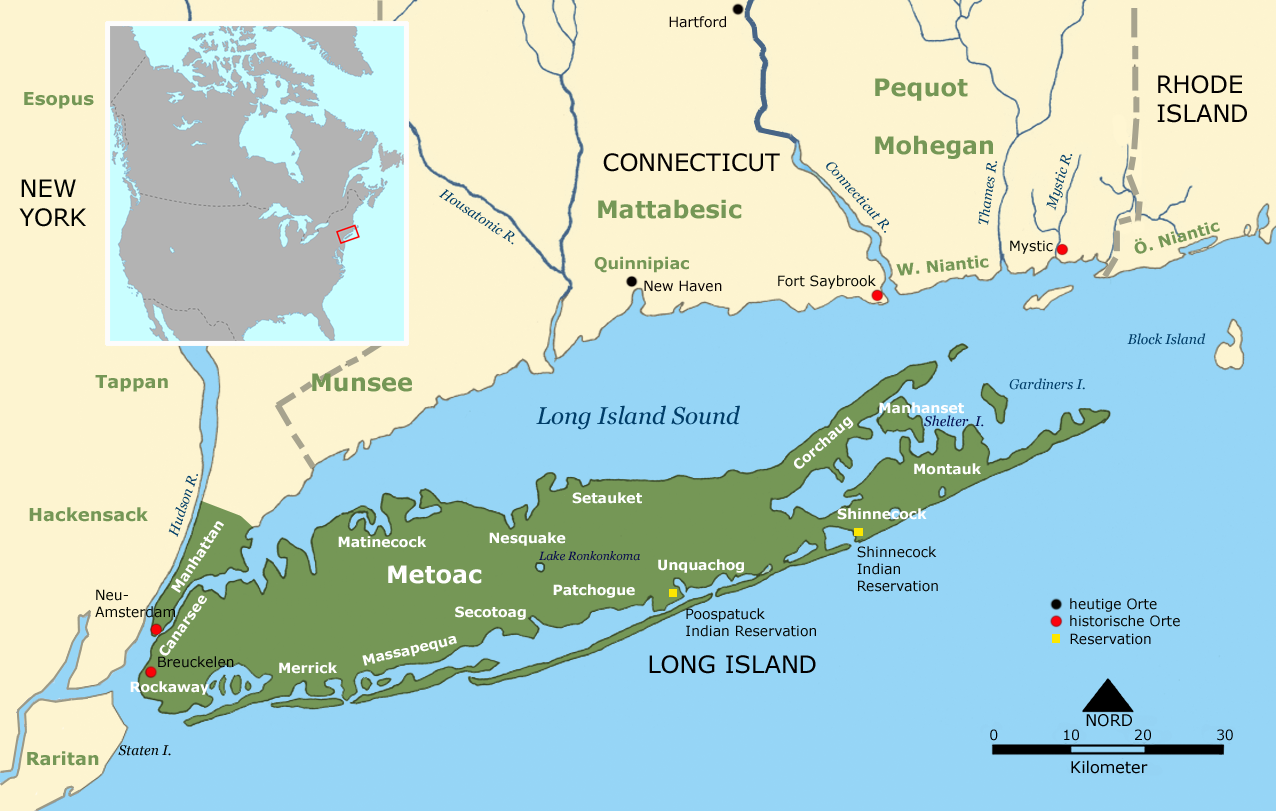
Wohngebiet der Merrick und benachbarter Stämme um 1600

Die Merrick waren einer von 14 Algonkin sprechenden Indianerstämmen auf Long Island im US-Bundesstaat New York und lebten zu Beginn des 17. Jahrhunderts im südwestlichen Teil von Long Island im heutigen Stadtgebiet von Queens in New York City. Ihre Identität gilt heute als erloschen, da sich die letzten Überlebenden im 18. Jahrhundert mit den benachbarten Stämmen vermischten.

## Wohngebiet und Name
Das Wohngebiet der Merrick lag um das Jahr 1600 an der südwestlichen Küste von Long Island und erstreckte sich im Stadtgebiet des heutigen Queens in New York City von Rockaway bis zur South Oyster Bay. Sie verkauften ihr Land im Jahre 1643, als Sachem Tackapousha mit englischen Siedlern einen entsprechenden Kaufvertrag unterzeichnete. Heute findet man den Namen des Stammes im kleinen Ort (engl.: Hamlet) Merrick im County Nassau, der an der Stelle ihres ehemaligen Hauptdorfes liegt. Die frühen englischen Siedler waren nicht sehr sicher in der Rechtschreibung, deshalb gibt es für diesen Stammesnamen eine Anzahl weiterer Schreibweisen: Marricoke, Meracock, Mericoke, Meroke, Merriack, Merric und Merricoke.

## Kultur
Zu Beginn des 17. Jahrhunderts lebten die Merrick in kleinen Siedlungen, die aus grasbedeckten Wigwams bestanden und Bienenkörben ähnelten. Sie hatten an der höchsten Stelle einen Rauchabzug. Ihre Dörfer lagen in Waldlichtungen und an Wasserläufen, die den Gezeiten ausgesetzt waren und den Dorfbewohnern einen Überfluss an Nahrung boten. Außerhalb der Wigwams, die unregelmäßig angeordnet waren, lagen die Felder, auf denen Mais, Bohnen, Squash und Tabak angebaut wurde. Einige Siedlungen waren sehr klein und beherbergten nicht mehr als ein Dutzend Bewohner. Aber es gab auch größere Dörfer, deren Wigwams an der Küste entlang verstreut lagen.
Die Bewohner dieser indianischen Dörfer waren landwirtschaftliche Experten. In einer Zeitspanne von mehreren Tausend Jahren war die Kunst des Maisanbaus von Stämmen aus dem Südwesten und Mexikos an die Bewohner der Ostküste weitergegeben worden. Den Mais pflanzte man in unregelmäßigen Reihen und in den Zwischenräumen wuchsen Bohnen und Squash. Auch der Tabakanbau war sehr verbreitet und man rauchte ihn bei Rauch-Ritualen.
Mais und Bohnen waren auch Stoff für Mythen. So glaubte man an eine Krähe, die über Tausende von Meilen geflogen war, um ihnen die Saatkörner für Mais und Bohnen zu bringen. Diese Erzählungen wurden über die Generationen hinweg überliefert. Das Leben der Long-Island-Bewohner war den Bedingungen des Salzwassers angepasst. Die Früchte ihrer üppigen Gärten entsprachen dem reichhaltigen Angebot der Bachläufe, aus denen sie enorme Mengen an Austern und Muscheln sammelten und wandernde Fische fingen, die regelmäßig in großer Anzahl erschienen. Von europäischen Einwanderern Mitte des 17. Jahrhunderts weiß man, dass die Lomg-Island-Indianer kleinere Fische mit Netzen fingen, um sie auf ihren Feldern mit dem Samen zusammen als Dünger in den Boden zu bringen. Wenn im Frühjahr das Sternbild der Plejaden erschien, über den Himmel zog und Anfang Mai am westlichen Horizont versank, brachen die Indianer auf, um den fruchtbaren Boden mit aus großen Muscheln gefertigten Hacken aufzubrechen und ihren Mais zu pflanzen.
Aus entsprechenden Ausgrabungsfunden, zum Beispiel in einer Stätte bei Mount Sinai Harbor, weiß man, dass die Long-Island-Indianer die Bewegungen am winterlichen Sternenhimmel beobachteten. Dort wurde auch ein einfacher Mondkalender gefunden.
Als die ersten englischen Kolonisten in den frühen 1640er Jahren das östliche Ende der Insel betraten, entdeckten sie eine weitere Besonderheit bei den Ureinwohnern: Tiefe, mit Matten bedeckte Löcher im Boden, die als Lager für die Wintervorräte dienten. Die Engländer nannten diese Einrichtung Indianer-Scheunen und mochten sie nicht, weil ihr weidendes Vieh oft durch die Matten in die Tiefe stürzte.